# میکلوش نادی
میکلوش نادی (مجاری: Miklós Nagy؛ ۱۹۱۸ – نامشخص) بازیکن فوتبال مجاری‌تبار اهل رومانی بود.